# Juan Ruiz de Apodaca
Juan José Ruiz de Apodaca y Eliza (Cádis, 3 de fevereiro de 1754 – Madrid, 11 de janeiro de 1835) foi um oficial colonial dos últimos dias do Império Espanhol. Foi o I conde de Venadito, o 61.º e último vice-rei da Nova Espanha nomeado como tal (1816 - 1820), 3.º chefe político superior da Nova Espanha (1820 - 1821), 16.º capitão-geral da Real Armada Espanhola e vice rei de Navarra (1824 - 1826).